# 斯科列貝斯基德山脈

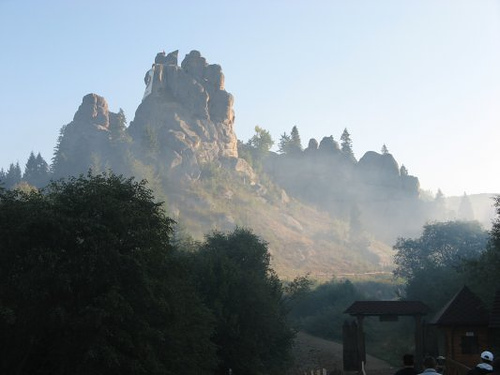

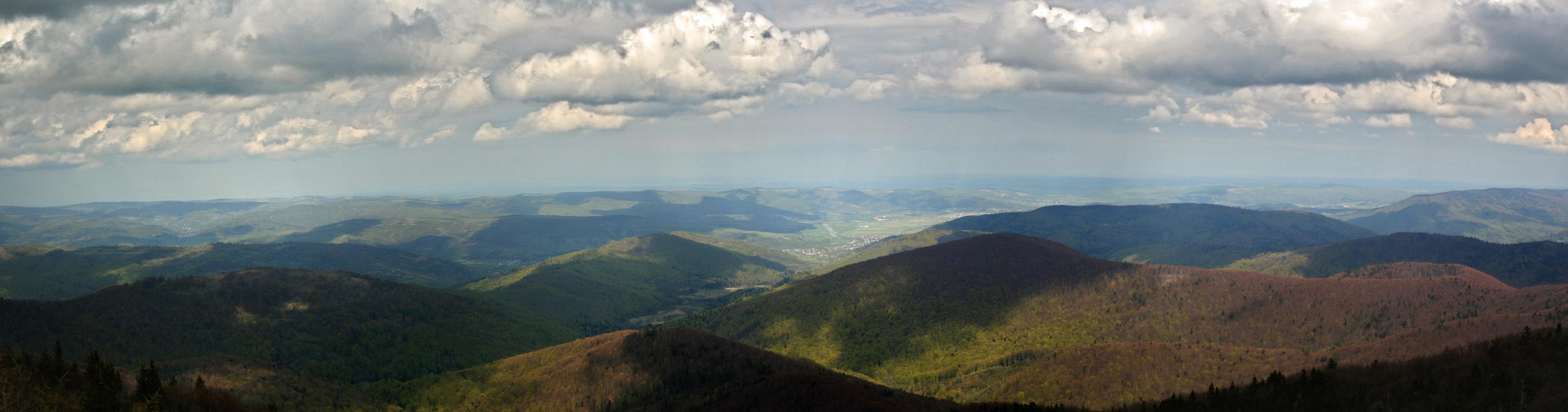

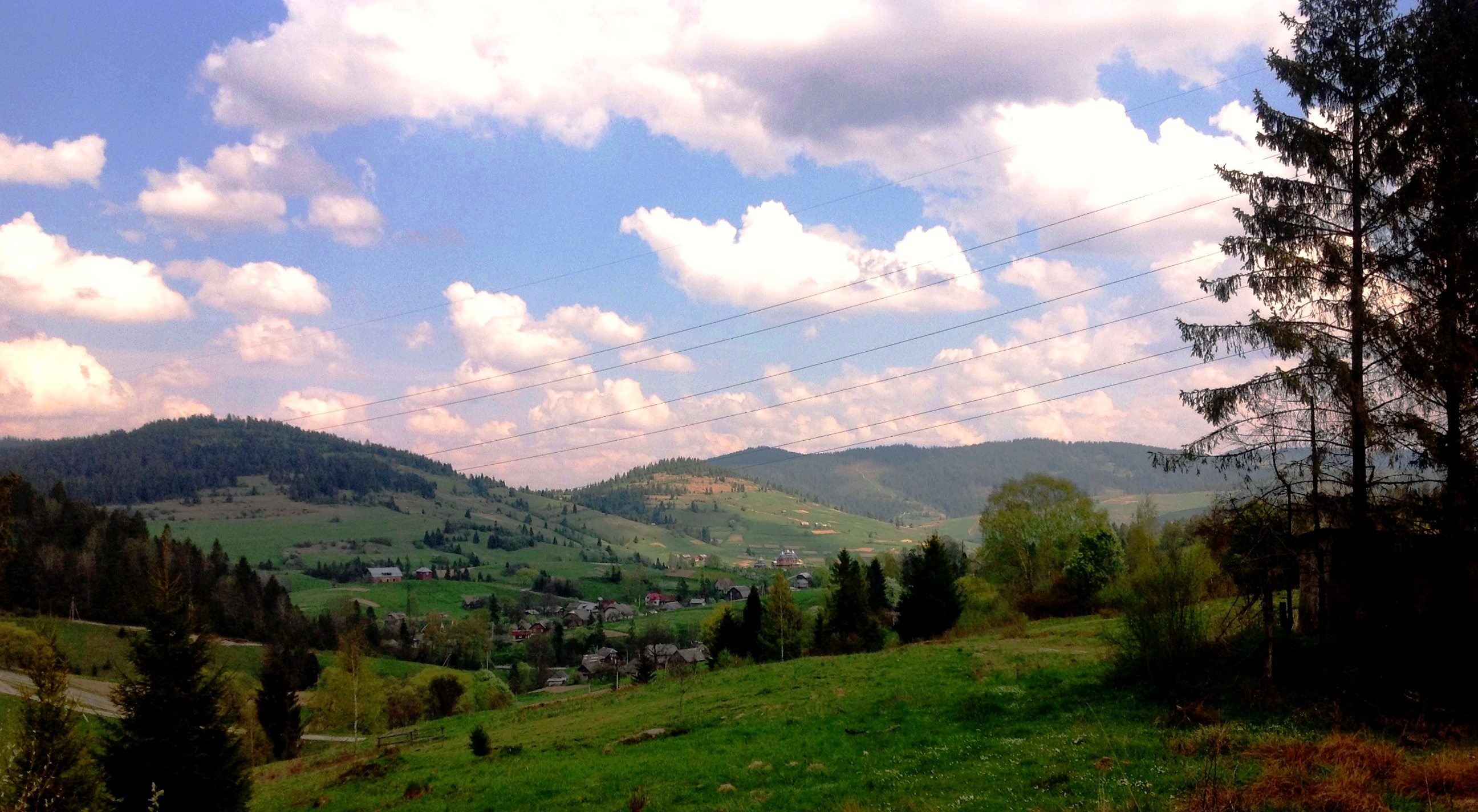

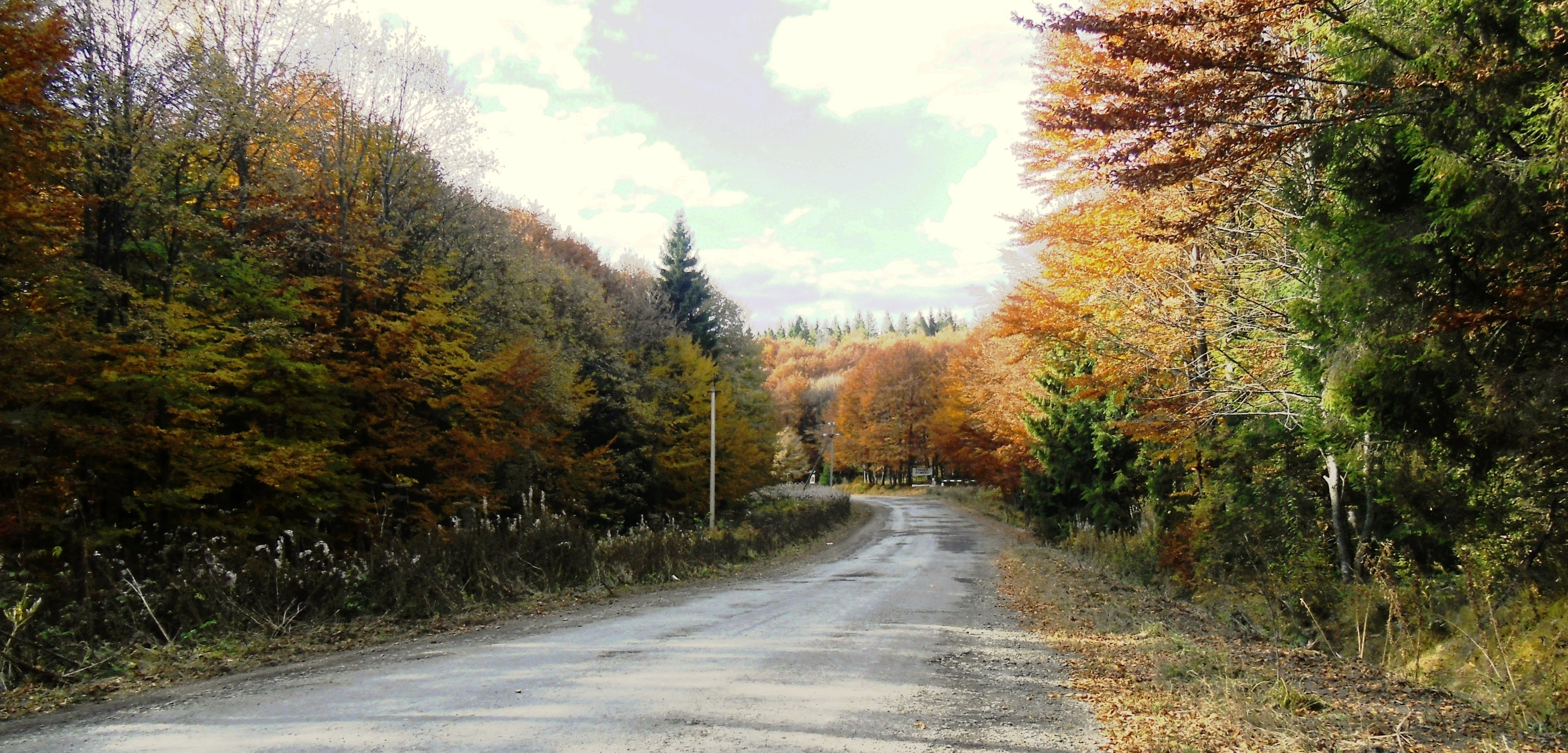

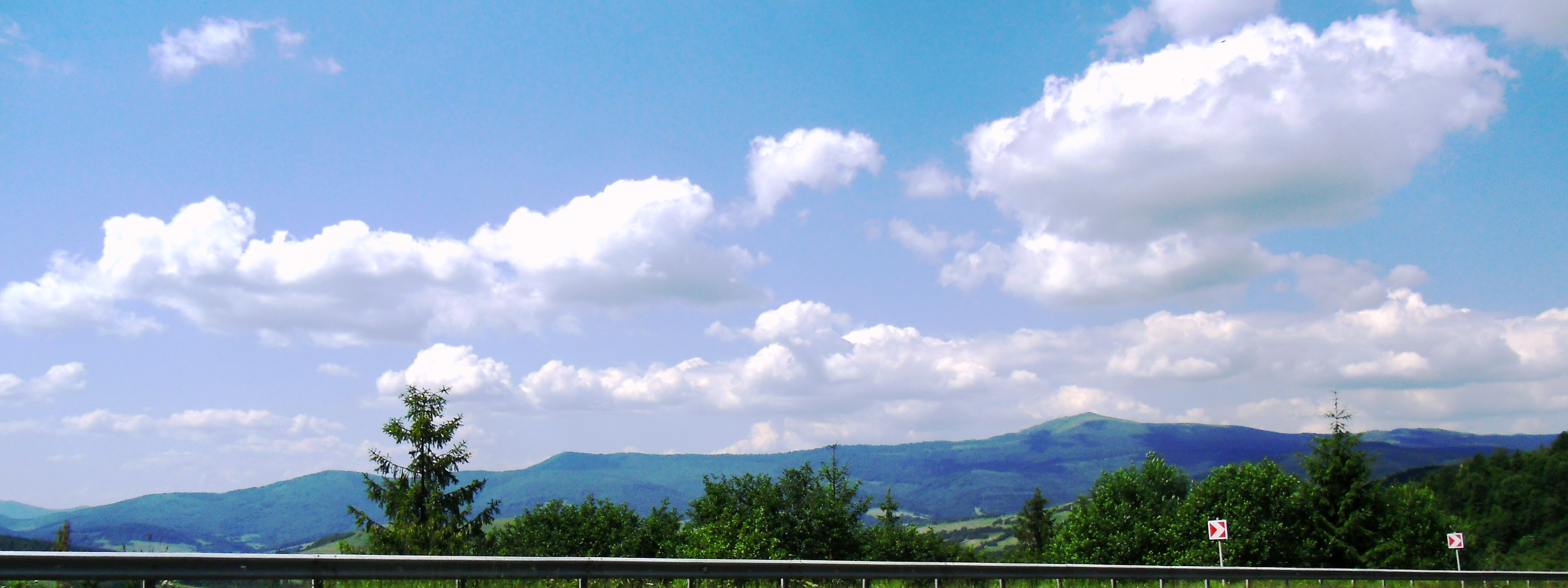

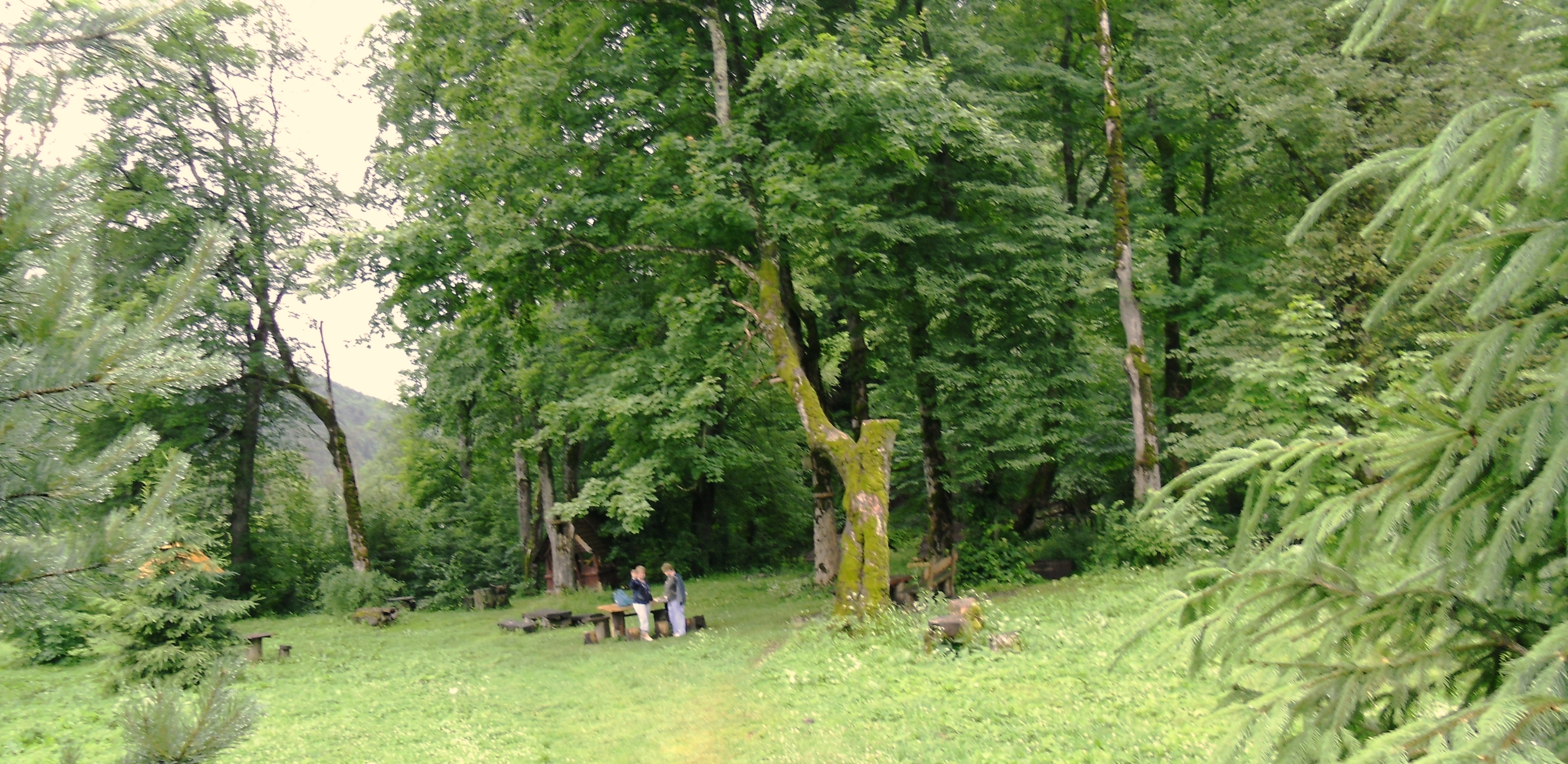

49°12′00″N 23°12′36″E / 49.20000°N 23.21000°E
斯科列貝斯基德山脈（烏克蘭語：Сколівські Бескиди）是烏克蘭的山峰，位於該國西部，屬於烏克蘭喀爾巴阡山脈中東貝斯基德山脈的一部分，最高點海拔高度1,268米。